# هارفي أندرسون
هارفي أندرسون (10 أكتوبر 1972 في المملكة المتحدة - ) (بالإنجليزية: Harvey Anderson)‏ هو لاعب كريكت بريطاني. لعب مع Galle Cricket Club ‏.